# Marcus Runge

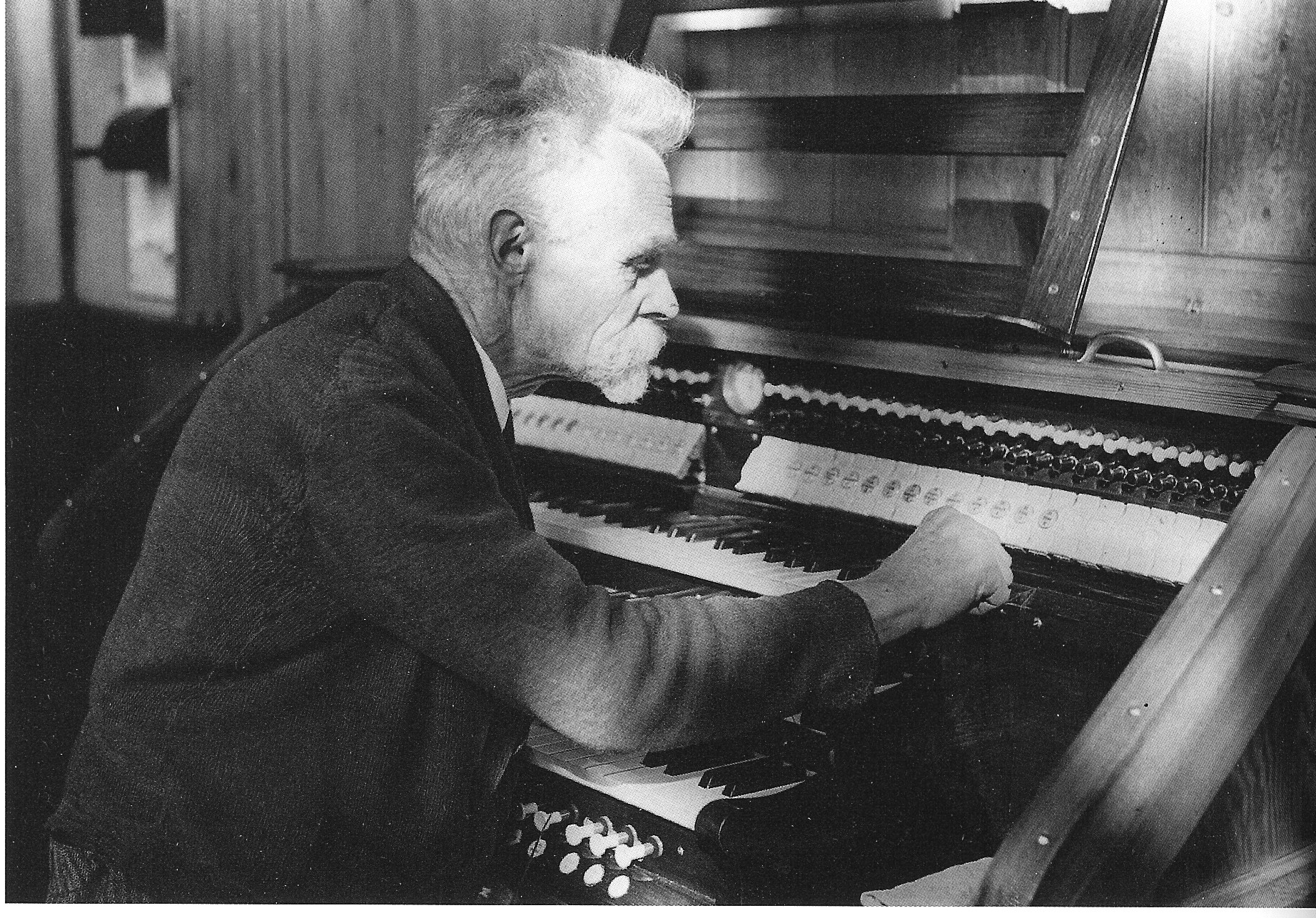
Marcus Runge am Spieltisch der Orgel der Paulskirche (Schwerin), April 1934

Johann Marcus Detlef Runge (* 4. Oktober 1865 in Hagenow; † 27. Januar 1945 in Schwerin) war ein deutscher Orgelbauer in Schwerin. Zudem war er ab 1912 Hoforgelbauer im (Teil-)Großherzogtum Mecklenburg-Schwerin.

## Leben

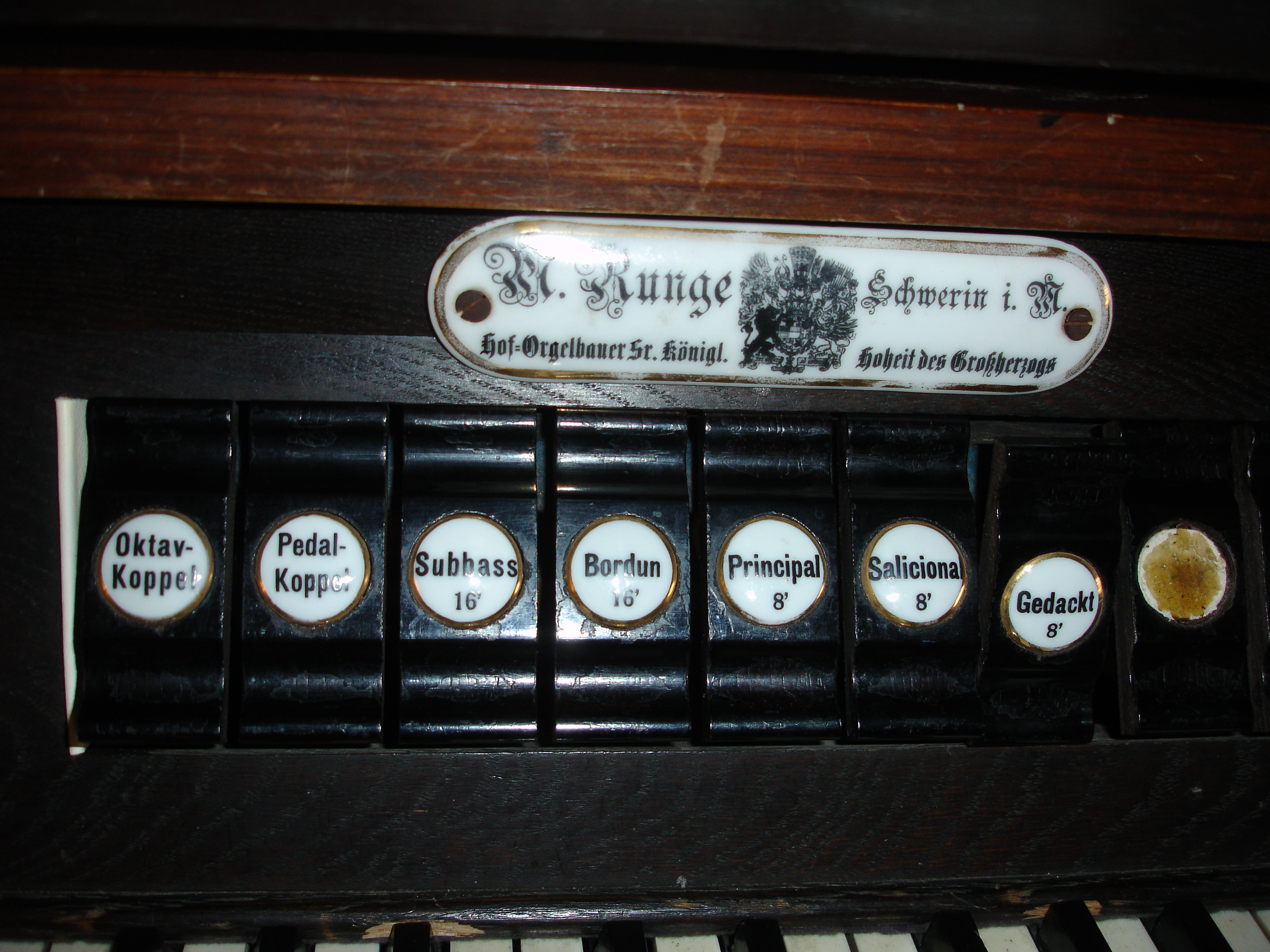
Firmenschild, Orgel der Dorfkirche Groß Brütz

Marcus Runge wurde 1880 in der Hagenower Stadtkirche konfirmiert. Danach erlernte er den Orgelbau zunächst bei seinem Vater Johann Heinrich Runge in Hagenow, konnte die Werkstatt aber nach dessen Tod 1885 nicht übernehmen, da er noch zu jung war. Er lernte eine Zeit lang bei Wilhelm Sauer in Frankfurt (Oder) und ging 1893 zu Friedrich Friese III nach Schwerin. 1894 zog er zu Friedrich Ladegast nach Weißenfels.
1896, nach Frieses Tod, kaufte Runge die Werkstatt des verstorbenen Friedrich Friese III in der Kirchenstraße 1 in Schwerin. Er beendete zunächst dessen Aufträge und setzte dessen Baustil anfangs fort. 1912/1913 baute er in der Schweriner Schlosskirche seine größte Orgel mit 31 Registern und wurde anschließend zum Hoforgelbauer ernannt. Er bezeichnete seine Firma nun als M. Runge, Hoforgelbauer, Frieses Nachf. 
Marcus Runge baute ausschließlich pneumatische Orgeln. Sie waren oft sparsam disponiert mit grundtönigen Manualbesetzungen. Von seinen 58 Orgeln hatten nur 10 Orgeln mehr als 10 Register. Schon bei vierstimmigen Orgeln setzte er ein freies Pedalregister Subbass 16' ein. Die Prospektgestaltung war zuerst neugotisch, dann auch nordisch, beeinflusst von Gotthilf Ludwig Möckel, später baute er mitunter Freipfeifenprospekte.
Runge starb unverheiratet und kinderlos. 1945 übernahm Leopold Nitschmann die Werkstatt nach Runges Tod und führte sie bis 1965 fort.

## Werkverzeichnis

### Werkliste
Marcus Runge baute 58 neue Orgeln in Mecklenburg. 30 von ihnen sind erhalten, 28 Orgeln wurden im Laufe der Zeit zerstört.
| Jahr | Opus | Ort              | Gebäude                                    | Bild | Manuale | Register   | Bemerkungen |
| ---- | ---- | ---------------- | ------------------------------------------ | ---- | ------- | ---------- | --- |
| 1897 | 1    | Gnevsdorf        | Evangelische Kirche                        |      | II/P    | 10         | nicht erhalten, 1988 Neubau durch Wolfgang Nußbücker (Plau am See) |
| 1897 | 2    | Darß             | Dorfkirche                                 |      | I/p     | 4          | erhalten |
| 1898 | 3    | Pampow           | Dorfkirche                                 |      | I/P     | 6          | erhalten, 2005 Restaurierung durch Andreas Arnold (Plau am See) |
| 1899 | 4    | Zapel            | Dorfkirche                                 |      | I/P     | 5          | erhalten |
| 1899 | 5    | Priborn          | Dorfkirche                                 |      | I/P     | 4          | erhalten |
| 1899 | 6    | Parkentin        | Dorfkirche                                 |      | I/P     | 8          | nicht erhalten, 1967 Abriss der Orgel |
| 1899 | 7    | Crivitz          | Stadtkirche                                |      | II/P    | 19         | nicht erhalten, 1988 Neubau durch Wolfgang Nußbücker (Plau am See) |
| 1901 | 8    | Steffenshagen    | Dorfkirche                                 |      | II/P    | 10         | erhalten, 2009 durch Restaurierung Andreas Arnold (Plau am See) |
| 1901 | 9    | Ruthenbeck       | Dorfkirche                                 |      | I/P     | 5          | erhalten |
| 1902 | 10   | Consrade         | Dorfkirche                                 |      | I/P     | 5          | nicht erhalten, 1967 Neubau durch Wolfgang Nußbücker (Plau am See) mit vorhandenem Pfeifenmaterial |
| 1902 | 11   | Mehrow           | Dorfkirche Mehrow                          |      | ?       | ?          | Nicht erhalten, 1945 zerstört. Das Gut Mehrow gehörte von 1900 bis 1912 der Familie Robert Stock, welche aus Hagenow stammte, dem Geburtsort Marcus Runges. |
| 1903 | 12   | Gorschendorf     | Dorfkirche                                 |      | I/P     | 4          | Erhalten, Prospektpfeifen fehlen seit 1917. |
| 1903 | 13   | Schwerin         | Carl-Friedrich-Flemming-Klinik             |      | I/P     | 6          | nicht erhalten, 1945 zerstört |
| 1904 | 14   | Alt Karin        | Dorfkirche                                 |      | II/P    | 10         | erhalten |
| 1905 | 15   | Ganzlin          | Dorfkirche                                 |      | ?       | ?          | nicht erhalten, 1992 Neubau durch Wolfgang Nußbücker |
| 1905 | 16   | Herzberg         | Kirche                                     |      | I/P     | 5          | erhalten, 2015 Restaurierung durch Andreas Arnold (Plau am See) → Orgelbeschrieb. In: orgel-verzeichnis.de. |
| 1905 | 17   | Wendisch Priborn | Dorfkirche                                 |      | I/P     | 4          | erhalten →Orgel. In: orgel-verzeichnis.de. |
| 1905 | 18   | Bütow            | Dorfkirche                                 |      | I/P     | 4          | erhalten |
| 1906 | 19   | Greven           | Dorfkirche                                 |      | I/P     | 5          | Erhalten, Orgel wurde abgebaut und eingelagert. |
| 1906 | 20   | Karbow           | Dorfkirche                                 |      | I/P     | 5          | erhalten, 1990 umdisponiert → Beschreibung der Orgel |
| 1907 | 21   | Groß Eichsen     | Johanniter-Kirche                          |      | II/P    | 12         | nicht erhalten, ab 1990 Neubau durch Kristian Wegscheider (Dresden) |
| 1908 | 22   | Alt Jabel        | Kirche                                     |      | I/P     | 10         | erhalten, mehrere Pfeifenreihen von der Vorgänger-Orgel seines Vaters Johann Heinrich Runge weiter benutzt, 2015 Restaurierung durch Andreas Arnold (Plau am See) |
| 1908 | 23   | Sukow            | Dorfkirche                                 |      | I/P     | 6          | erhalten |
| 1908 | 24   | Grabow           | Dorfkirche                                 |      | I/P     | 5          | erhalten, Orgel derzeit unspielbar |
| 1908 | 25   | Kambs bei Röbel  | Dorfkirche Kambs                           |      | I/P     | 4          | nicht erhalten |
| 1909 | 26   | Dargelütz        | Dorfkirche                                 |      | I/P     | 4          | nicht erhalten |
| 1910 | 27   | Zickhusen        | Dorfkirche                                 |      | I/P     | 7 (1 Tr.)  | erhalten |
| 1911 | 28   | Rehna            | Klosterkirche                              |      | II/P    | 27         | größte erhaltene Orgel, 1996 Überholung Wolfgang Nußbücker (Plau am See) |
| 1912 | 29   | Dorf Mecklenburg | Dorfkirche                                 |      | I/P     | 7          | erhalten, 2014 Restaurierung durch Andreas Arnold (Plau am See) |
| 1912 | 30   | Levitzow         | Dorfkirche                                 |      | I/aP    | 3          | nicht erhalten, 1948 Neubau Sauer-Orgelbau (Frankfurt/Oder) |
| 1912 | 31   | Neukloster       | Lehrerseminar                              |      | ?       | ?          | Orgel Nr. 1, nicht erhalten |
| 1912 | 32   | Neukloster       | Lehrerseminar                              |      | ?       | ?          | Orgel Nr. 2, nicht erhalten |
| 1912 | 33   | Neukloster       | Landesblindenanstalt                       |      | II/P    | 5          | nicht erhalten |
| 1912 | 34   | Domsühl          | Dorfkirche                                 |      | I/P     | 4          | nicht erhalten, 2009 Neubau durch Andreas Arnold (Plau am See) |
| 1912 | 35   | Niendorf         | Dorfkirche                                 |      | I/P     | 4          | nicht erhalten, Niendorf gehörte als einziger Ort des Amtes Neuhaus zum Großherzogtum Mecklenburg-Schwerin! |
| 1912 | 36   | Schwerin         | St. Anna, katholisch                       |      | II/P    | 23         | nicht erhalten, 1986 Neubau durch Orgelbau-Böhm (Gotha) |
| 1912 | 37   | Schwerin         | Schlosskirche                              |      | II/P    | 31 (2 Tr.) | nicht erhalten, größte Orgel Runges, 1950 Neubau Schuke-Orgelbau (Potsdam) |
| 1912 | 38   | Zahrensdorf      | Dorfkirche                                 |      | I/P     | 5          | erhalten, 2020 Restaurierung durch Schmidt (Rostock) |
| 1913 | 39   | Schwerin         | Augustenstift                              |      | I/P     | 4          | 1945 zerstört |
| 1913 | 40   | Parchim          | St. Josef                                  |      | I/P     | 9          | nicht erhalten, 1975 Neubau Sauer-Orgelbau (Frankfurt/Oder) |
| 1914 | 41   | Schwerin         | Lyzeum                                     |      | ?       | ?          | wahrscheinlich 1939 zerstört |
| 1914 | 42   | Körchow          | Dorfkirche                                 |      | I/P     | 8          | erhalten, 2023 Restaurierung durch Schmidt (Rostock). |
| 1915 | 43   | Lübz             | Stadtkirche                                |      | II/P    | 21         | erhalten, 2015 Restaurierung durch Sauer-Orgelbau (Müllrose) |
| 1915 | 44   | Hohen Mistorf    | Dorfkirche                                 |      | I/P     | 7          | erhalten, 2002 Restaurierung durch Sauer-Orgelbau (Müllrose) |
| 1920 | 45   | Retschow         | Dorfkirche Retschow                        |      | I/P     | 6          | nicht erhalten, 1972 Neubau durch Wolfgang Nußbücker (Plau am See) |
| 1920 | 46   | Severin          | Kirche                                     |      | I/P     | 6          | erhalten, Orgel seit 1960 ohne Pfeifen, derzeit unspielbar. |
| 1921 | 47   | Camin            | Dorfkirche                                 |      | I/P     | 12         | erhalten, Gehäuse und mehrere Pfeifenreihen von 1855 von Friedrich Wilhelm Winzer. |
| 1923 | 48   | Wismar           | St. Laurentius                             |      | II/P    | 15         | nicht erhalten, Orgel 1979 noch vorhanden, 1992 Neubau Schuke (Potsdam) |
| 1924 | 49   | Groß Brütz       | Dorfkirche                                 |      | I/P     | 7          | erhalten, Gehäuse und mehrere Pfeifenreihen von 1864 von seinem Vater Johann Heinrich Runge weiter benutzt. |
| 1925 | 50   | Ziegendorf       | Dorfkirche                                 |      | I/P     | 4          | erhalten |
| 1926 | 51   | Suckow           | Dorfkirche Suckow                          |      | I/P     | 7          | nicht erhalten, 1856 ist ein Orgelneubau durch August Berger aus Perleberg nachgewiesen. 1857 folgte ein angeblicher Orgelneubau durch Johann Heinrich Runge, weil die Vorgängerorgel von Berger nach nur einem Jahr bereits nicht mehr spielfähig war. 1926 Neubau durch Marcus Runge (Schwerin). 1979 Neubau durch Wolfgang Nußbücker. |
| 1927 | 52   | Pinnow           | Dorfkirche                                 |      | I/P     | 7          | nicht erhalten, 1973 Neubau durch Wolfgang Nußbücker (Plau am See), 2022 Neubau durch Christian Wegscheider (Dresden). |
| 1928 | 53   | Ludwigslust      | Stift Bethlehem                            |      | II/P    | 14         | nicht erhalten, 1983 Neubau Schuke-Orgelbau (Potsdam), Marcus Runge benutzte den Prospekt von 1864 seines Vaters, Johann Heinrich Runge, weiter. Leider wurde dieser architektonisch wichtige Prospekt 1983 ebenfalls abgerissen. |
| 1930 | 54   | Buchholz         | Dorfkirche                                 |      | II/P    | 14         | Orgel erhalten, 2007 restauriert durch Andreas Arnold (Plau am See). |
| 1936 | 55   | Wittenförden     | Dorfkirche                                 |      | I/P     | 7          | nicht erhalten, 1968 Turmbrand, 1971 Abtragung der Orgel, Gehäuse von 1860 von seinem Vater Johann Heinrich Runge. 1979 völliger Umbau der Kirche ohne Orgel. Einige Teile der Runge-Orgel sind noch erhalten. |
| 1937 | 56   | Wittenburg       | Katholische Kirche                         |      | I/P     | 5          | erhalten, 2009 in das Orgelmuseum Malchow versetzt. |
| 1942 | 57   | Boizenburg       | Katholische Pfarrkirche Zum Heiligen Kreuz |      | I/P     | 7          | nicht erhalten, Spieltisch und Orgelpfeifen heute im Orgelmuseum Malchow |
| 1943 | 58   | Ratzeburg        | Heiliger Hubertus                          |      | ?       | ?          | nicht erhalten, 1973 Neubau der Kirche St. Heiliger Answer |

### Weitere Arbeiten
Marcus Runge führte auch Umbauten, Erweiterungen, Umsetzungen, Stimmungen und zahlreiche Reparaturen durch. 1917 musste er vielerorts die Prospektpfeifen ausbauen. Später ersetzte er sie wieder durch Zinkpfeifen. Runge lieferte über 40 elektrische Gebläse für Orgeln in Mecklenburg.
| Nr | Jahr | Ort      | Gebäude      | Bild | Manuale | Register   | Bemerkungen |
| -- | ---- | -------- | ------------ | ---- | ------- | ---------- | --- |
| 1  | 1932 | Schwerin | Schelfkirche |      | II/P    | 36 (3 Tr.) | Pneumatischer Neubau (II+P/36) (3 Tr.) der Schelfkirchenorgel unter Einbezug aller Register der Orgel von Friedrich Friese III (1858). 1966 Umdisponierung der Orgel durch Sauer-Orgelbau (Frankfurt/Oder). 1994 Rekonstruktion der Friese-III-Orgel durch Christian Scheffler (Sieversdorf) mit II+P/21. |
| 2  | 1934 | Schwerin | Paulskirche  |      | II/P    | 31         | Pneumatischer Umbau der Paulskirchenorgel von 1869 von Friedrich Friese III. Auch hier veränderte Runge das Pfeifenwerk von Friese nicht. Er legte im neuen Spieltisch ein drittes Manuel mit acht Registern an, die jedoch nie zur Ausführung gekommen sind. 1974 Remechanisierung und Umdisponierung der Orgel durch Günter Bahr. 1999 Restaurierung der Friese-III-Orgel durch Christian Wegscheider (Dresden). |